# Kröv
Kröv település Németországban, Rajna-vidék-Pfalz tartományban. Lakosainak száma 2230 fő (2023. december 31.).

## Fekvése
Zelltől délnyugatra, a Mosel mellett fekvő település.

## Története

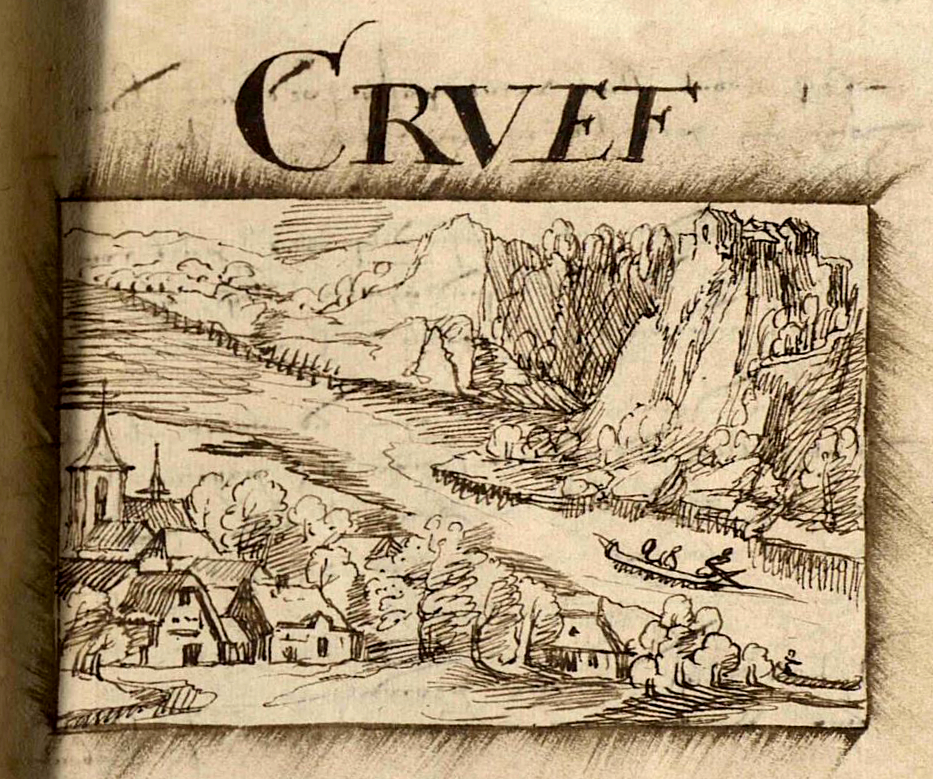
Kröv 1597-ben (Jean Bertels rajza)

Kröv  elnevezése a gall-római croviacum névből ered. Nevét 862-ben, II. Lothár karoling király idejében említették először az írásos források.
A gall-római idők után bizonyos kiváltságokat bíró meroving királyi birtok lett, s kiváltságait fenntartotta egészen a francia forradalomig.
A francia forradalom után a birodalomnak közvetlenül alárendelt hat faluból álló "Krövi Birodalom" (Kröver Reich) fővárosa volt.
A város szép régi házai közül említést érdemel az 1658-ban épült Dreigiebelhaus és az 1758-ban épült Echttenachi udvarház (Echtenacher Hof).

## Nevezetességek
- Dreigiebelhaus - 1658-ban épült.
- Echtenachi-udvarház (Echtenacher Hof) - 1758-ban épült.

## Galéria

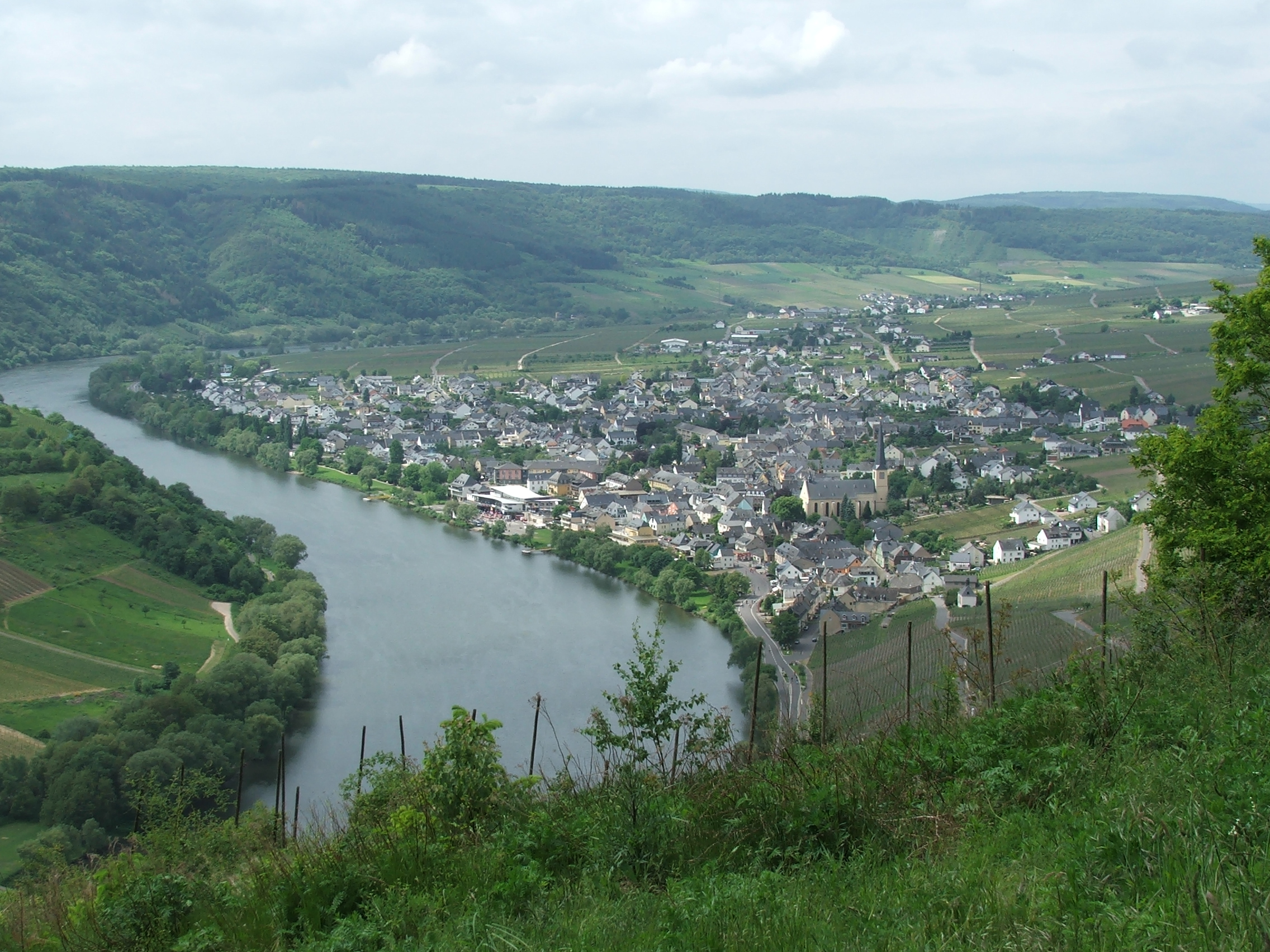
Kröv látképe
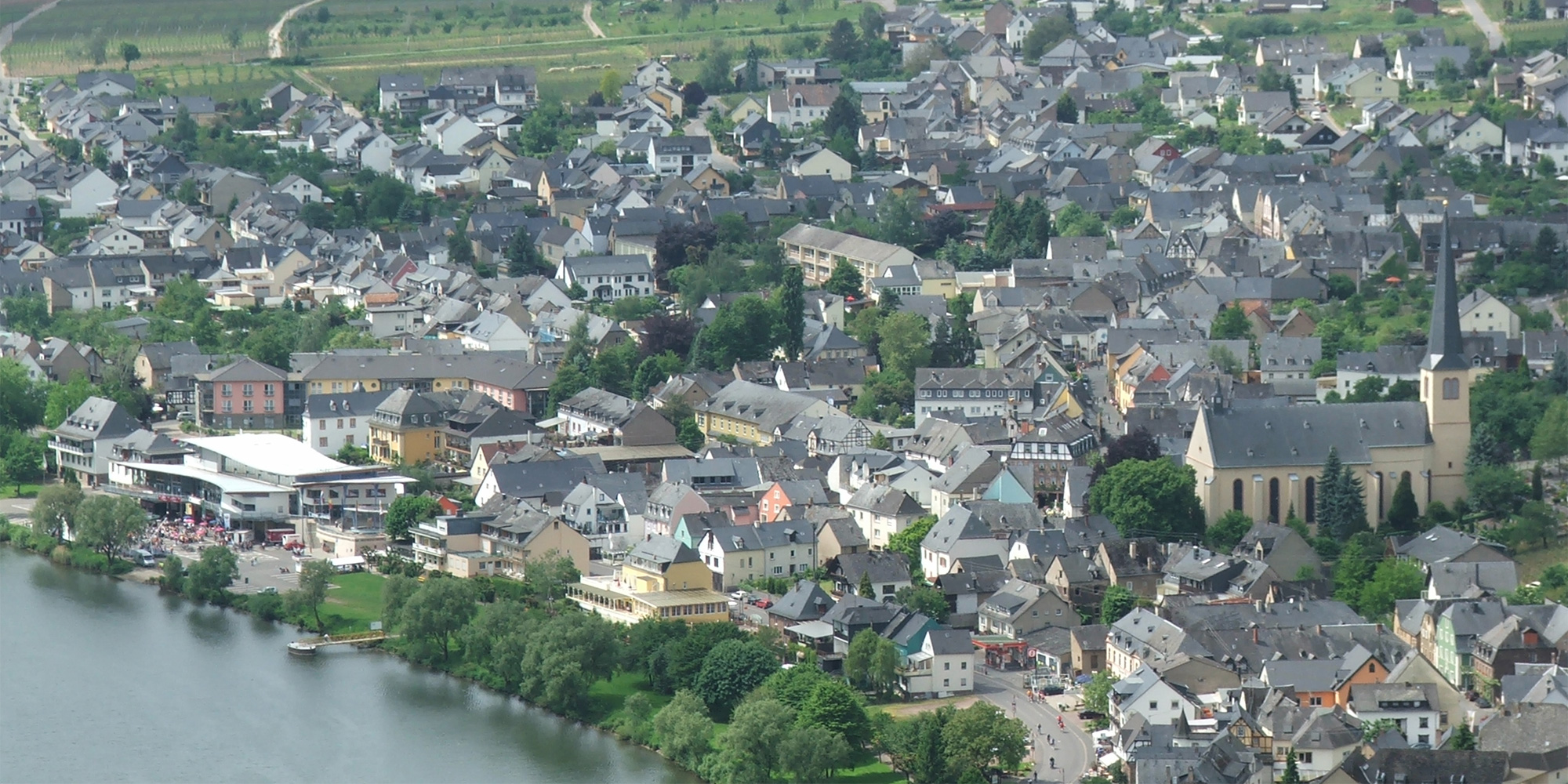
A város és a Mosel folyó
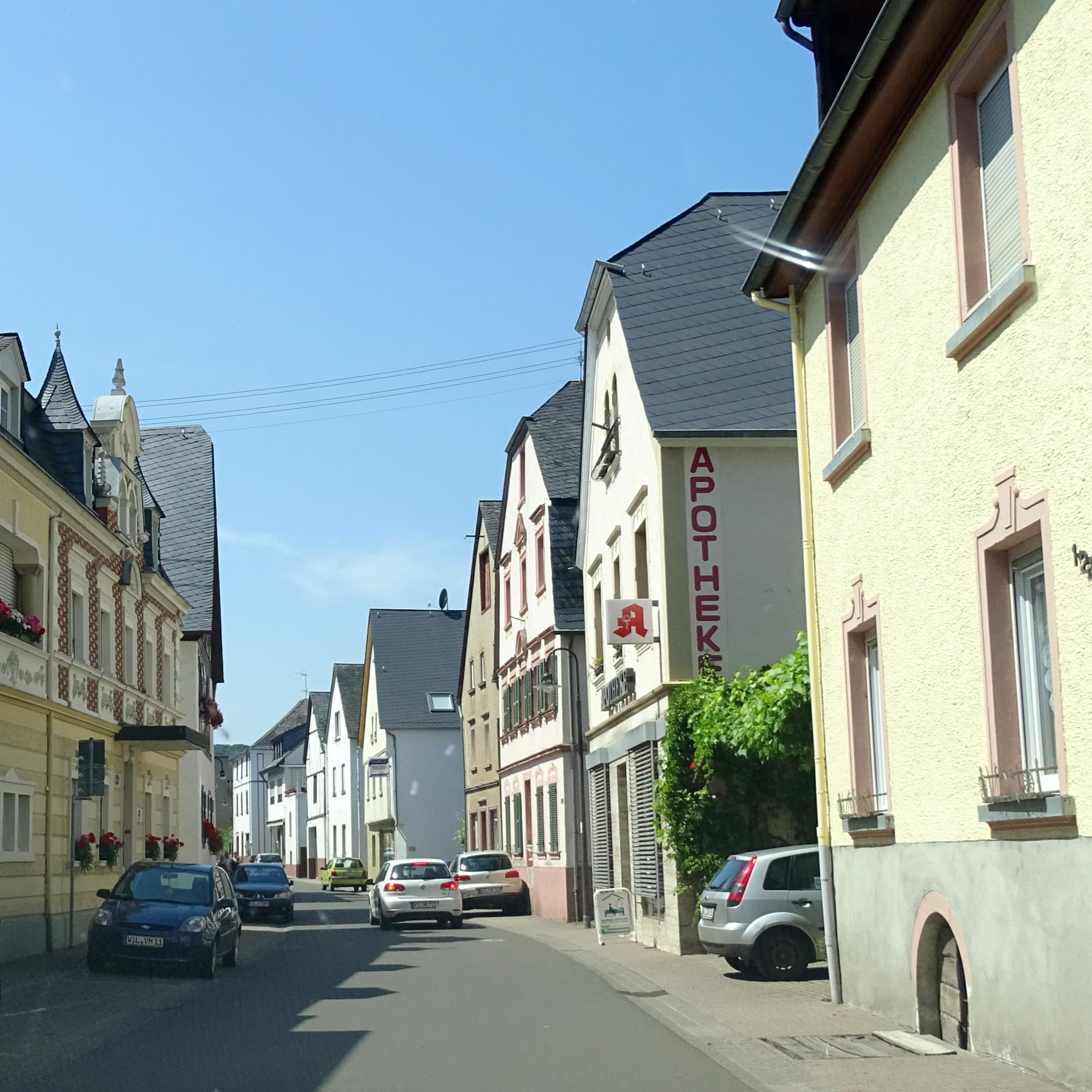
Kröv, utcarészlet
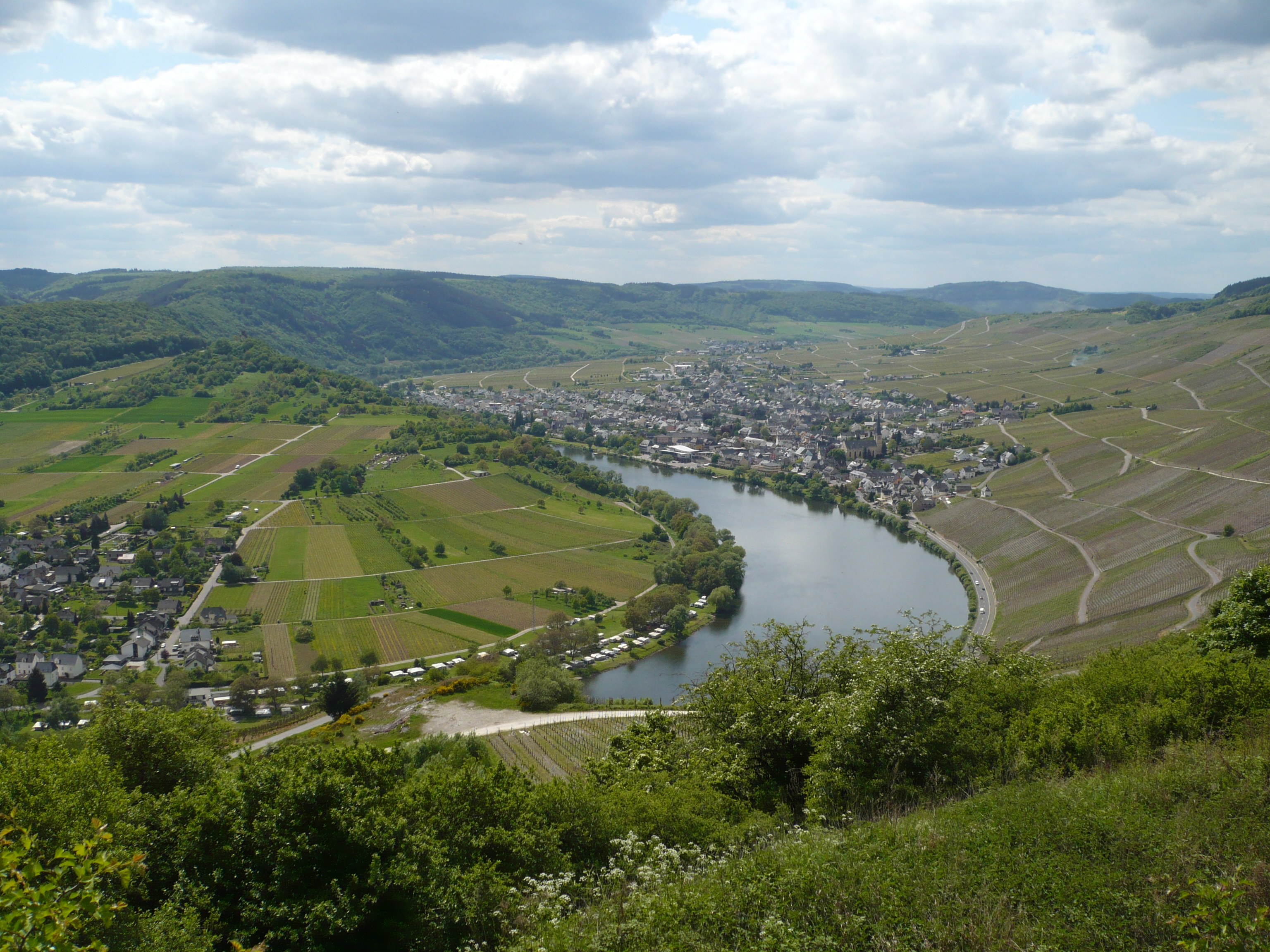
Légifelvétel a városról
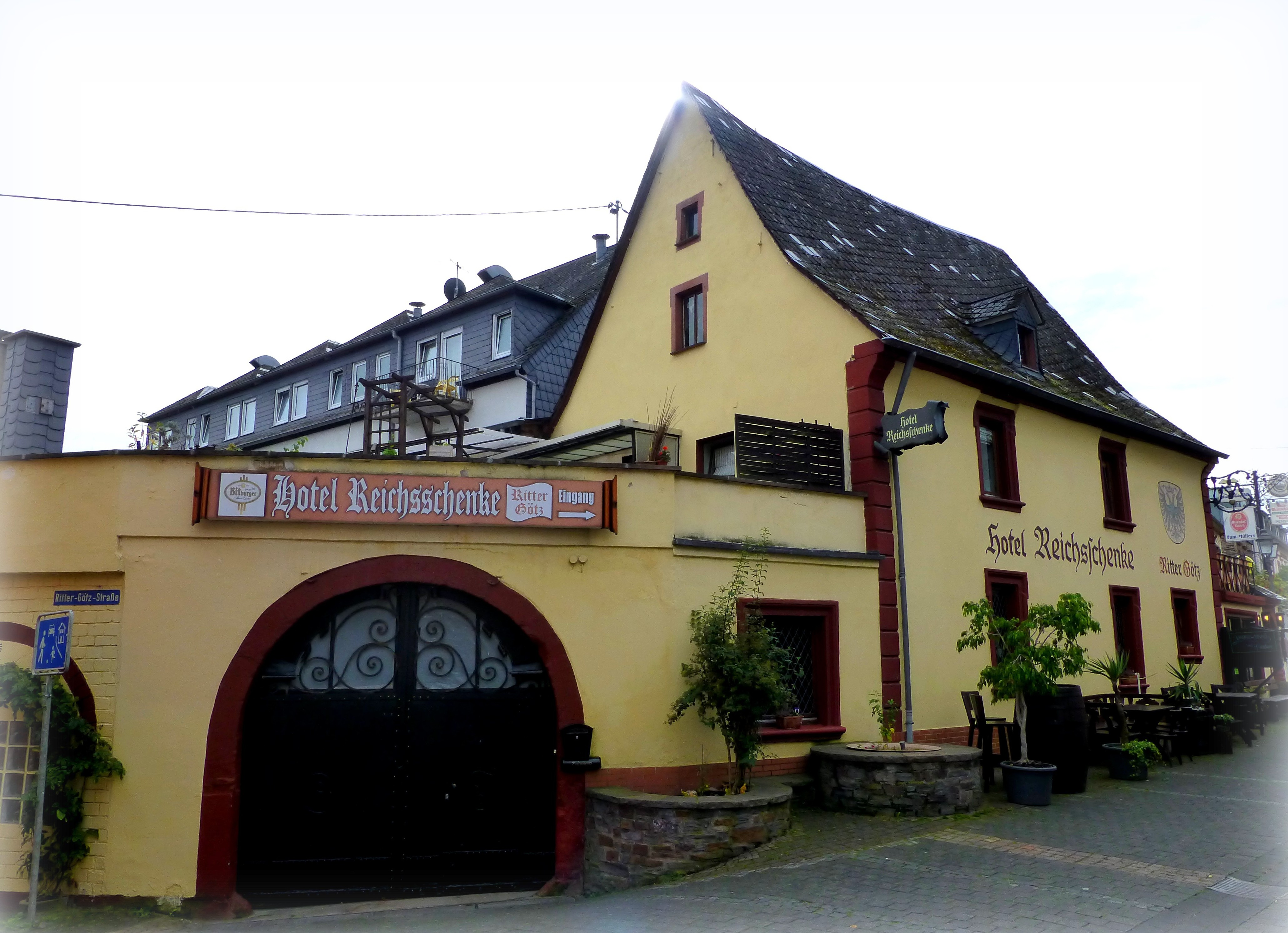
Kröv - Hotel Reichsschenke
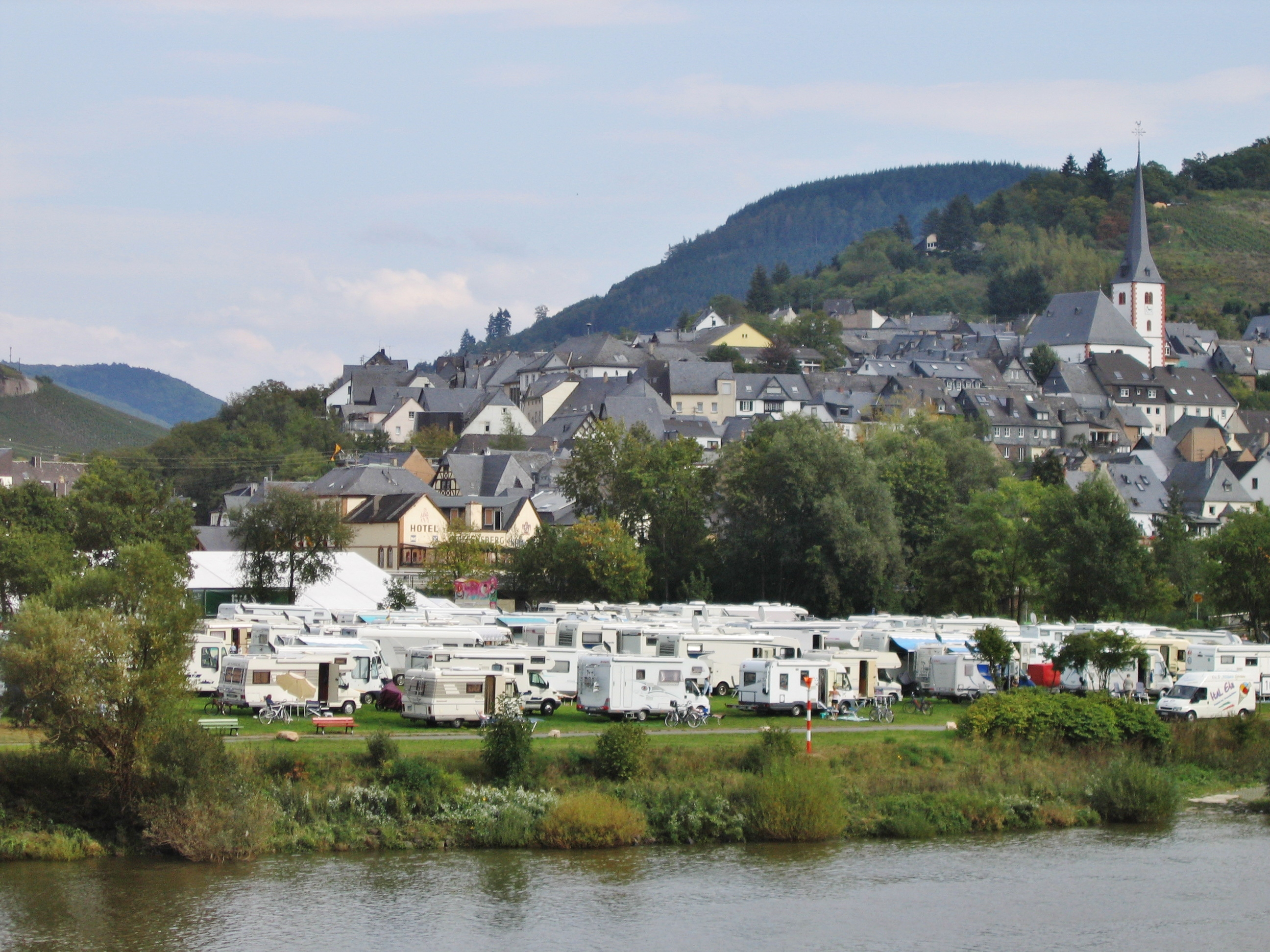
A város és környéke légifelvételről
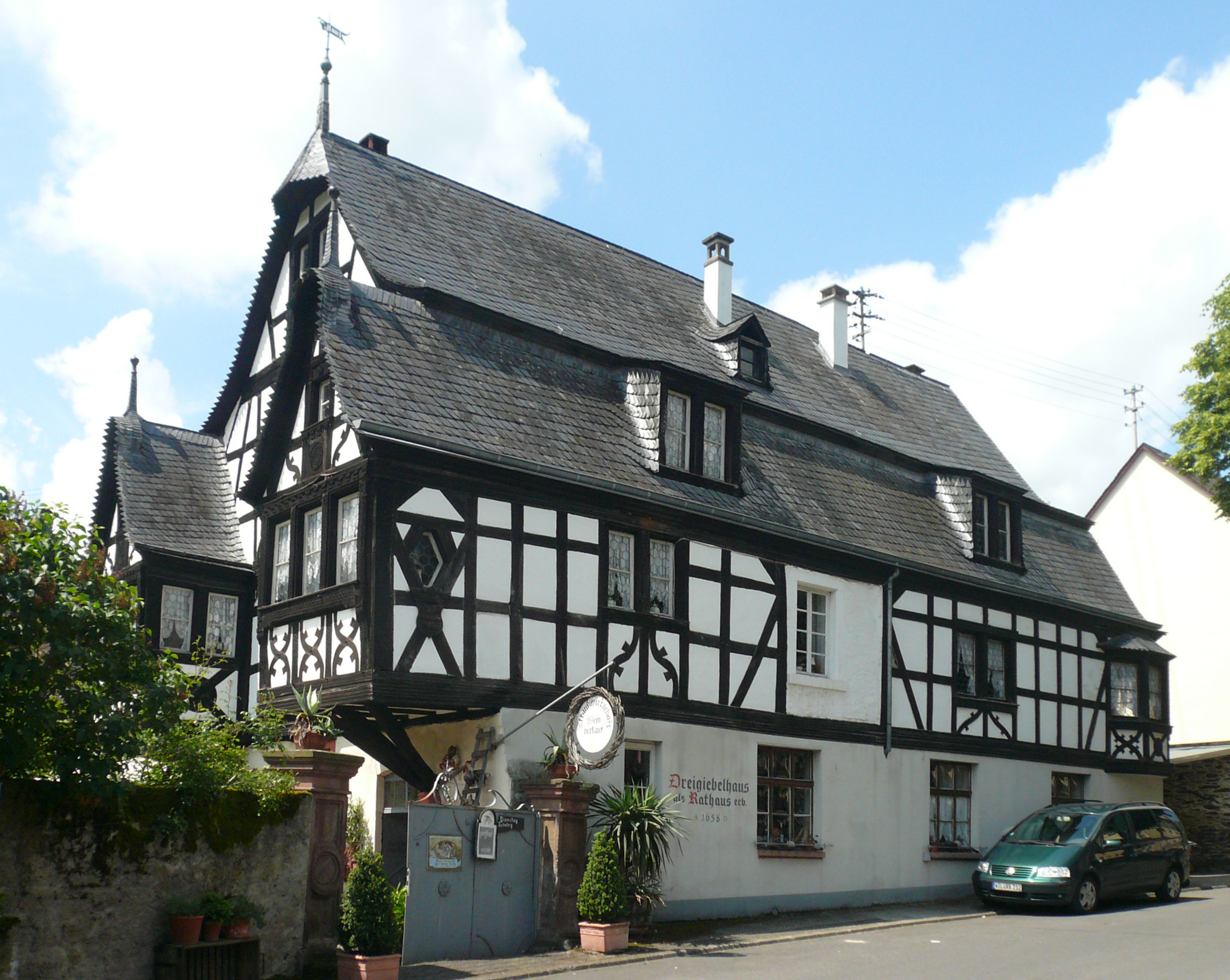
Dreigiebelhaus
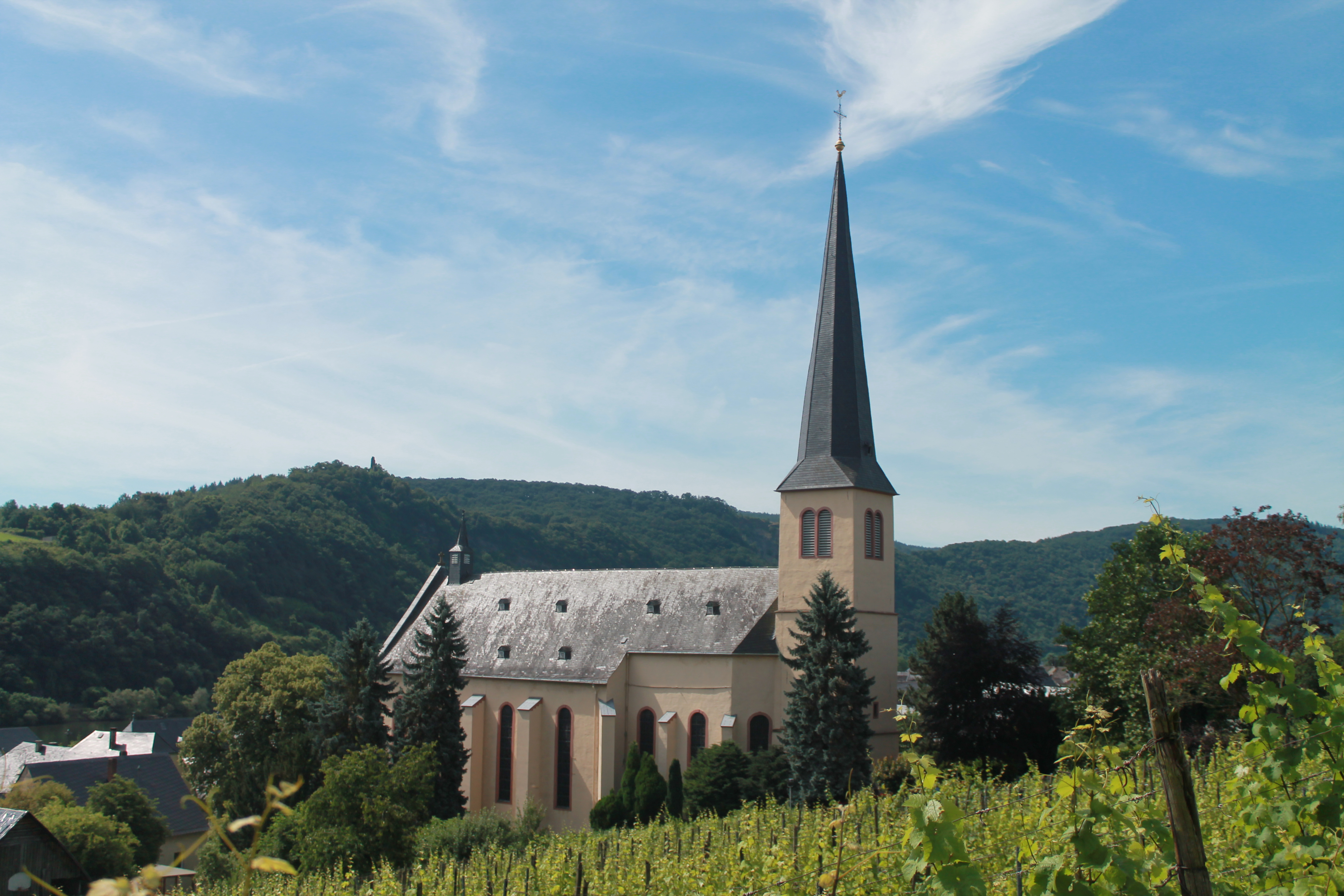
St. Remigius Churche

## Népesség
A település népességének változása:
| Lakosok száma | 2578 | 2229 | 2251 | 2198 | 2233 | 2230 |
|               | 1975 | 2017 | 2019 | 2021 | 2022 | 2023 |